# Blabago
Blabago est une localité du Cameroun. Elle est située dans la Région de l'Extrême-Nord dans une zone proche de la frontière avec le Nigeria au sud-ouest du lac Tchad. Unique village répertorié dans le canton de Ngaïwa, il fait partie de la commune de Fotokol et du département du Logone-et-Chari. Blabago est à environ 17 km de la ville de Fotokol.

## Population
Lors du recensement de 2005 on y a dénombré 201 personnes.